# EverQuest

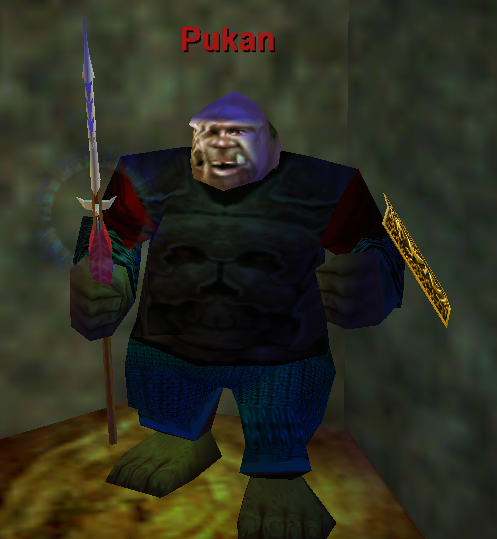
Figur im Spiel.

EverQuest ist ein von Verant Interactive entwickeltes Massively Multiplayer Online Role-Playing Game (MMORPG) für Microsoft Windows. Es wurde in Europa ursprünglich von Ubisoft vertrieben, inzwischen liegen Weiterentwicklung und Vertrieb bei Daybreak Games.
Es spielt in einer Fantasywelt namens „Norrath“. Seit der Veröffentlichung sind mehrere Erweiterungen erschienen, welche die Welt ständig vergrößern. Zu Beginn wählt man den Server, auf dem man spielen möchte. Anschließend wählt man in der Charaktererschaffung aus verschiedenen Rassen und Klassen seinen Favoriten und betritt die Spielwelt. Auf jedem Server können bis zu acht Charaktere erschaffen werden; zum Spielen wird ein Internetanschluss benötigt. Die Vollversion setzt ein monatliches Abonnement voraus. Die Basisversion ist seit März 2012 kostenfrei spielbar. Neben Ultima Online zählt EverQuest zu den Klassikern unter den MMORPG.
Im Jahr 2004 wurde der Nachfolger EverQuest II veröffentlicht, der sich allerdings teilweise erheblich von EverQuest unterscheidet und sich auch an eine andere Zielgruppe richtet. Als Spin-off erschien zudem 2003 das Echtzeit-Strategiespiel Lords of EverQuest.

## Handlung und Gameplay
EverQuest spielt auf dem fiktiven Planeten „Norrath“, einem seiner Monde – „Luclin“ genannt – und den Ebenen der Götterwelt Norraths.
Als Spieler erkundet man die Welt, schließt Bündnisse mit anderen Spielern oder tritt Gilden bei. Die Entwicklung des Charakters geschieht nicht nur durch den Aufstieg zu neuen Stufen, sondern auch durch die Verbesserung der Ausrüstung. Die maximale Stufe, einschließlich der siebzehnten Erweiterung, ist Stufe 90. Auf dem Server für Macintosh-Benutzer ist 65 die höchste Stufe. Um besser zu werden, muss sich ein Spieler, zusammen mit seiner Gilde, den Weg durch die bisher erschienen Erweiterungen erarbeiten.
Seit dem 10. Juli 2005 fangen alle Rassen und Klassen in einem Startdungeon an, der gleichzeitig das alte Offline-Tutorial ablöst. Nach dem Erlernen der grundlegenden Befehle besteht jederzeit die Möglichkeit, den Dungeon zu verlassen und die zentrale Reisezone (Plane of Knowledge) zu betreten. Von dieser Zone gibt es Portsteine zu jeder ehemaligen Startstadt. Spätestens mit dem Erreichen der elften Stufe ist es nicht mehr möglich, diesen Startdungeon regulär zu betreten. Von den verschiedenen Startstädten führen dann viele Folgequests in die Welt von Norrath.
Mit den Quests und dem Erreichen von neuen Zonen werden dem Spieler die Geschichte Norraths und seiner Götter nähergebracht. Viele Geschichten, die hinter dem Erreichen neuer Zonen und den Quests stecken, bilden einen dichten erzählerischen Hintergrund für die Handlungen.
Nicht mit allen Klassen ist es möglich, die maximale Stufe alleine zu erreichen. Dazu muss dann eine bis zu sechs Spieler starke Gruppe gebildet werden. Je nach Zone und Ausrüstungsstand sind die möglichen Klassenkombinationen unter Umständen eingeschränkt.
Die besten Ausrüstungsgegenstände und auch die mächtigsten Zaubersprüche sind nur in sogenannten „Raids“ zu erlangen (siehe unten). Dabei kann es vorkommen, dass bei dem Versuch einen solchen Gegner zu besiegen alle Teilnehmer des Raids, der Gruppe, „sterben“. Einige Skripte sind so kompliziert, dass es viele Versuche braucht bis eine Gilde diesen Gegner das erste Mal besiegen kann.
Wenn ein Charakter in EverQuest stirbt, sind die Auswirkungen nicht gravierend. Der Charakter verliert Erfahrungspunkte, abgekürzt mit „XP“ für englisch experience points, und kann dadurch auch seine aktuelle Stufe wieder verlieren, wenn er noch nicht genügend Erfahrung innerhalb der Stufe gewonnen hat. Wenn ein Kleriker in der Nähe ist, kann dieser den Charakter wiederbeleben und damit einen Teil der Erfahrungspunkte wiederherstellen. Mit der Wiederbelebung wird der ausrüstungslose Charakter zu seiner Leiche und Ausrüstung teleportiert. Allerdings ist er für eine kurze Zeit nicht voll einsetzbar, da der Wiederbelebungseffekt die Werte wie Stärke und Geschicklichkeit, aber auch Weisheit und Intelligenz senkt.

Wenn kein Kleriker in der Nähe ist oder der Kleriker ebenfalls gestorben ist, muss man sich selbständig auf die oft gefährliche Rettung der Ausrüstung begeben; es sei denn man hat die neunte Erweiterung und kann gegen Geld seine Leiche mit der Ausrüstung in der Gildenlobby herbei rufen lassen.
Anders als in EverQuest 2 trägt in EverQuest nur der verstorbene Charakter die „Last“ des XP-Verlusts. Dieser Verlust ist unmittelbar, und wenn eine Wiederbelebung durch einen Kleriker nicht möglich ist, auch dauerhaft. Da durch den XP-Verlust auch ein Stufenverlust möglich ist, muss man, bevor man einige spezielle Zonen betritt, für die Stufenbeschränkungen gelten, ausreichend weit fortgeschritten in der notwendigen Stufe sein. Sonst kann es passieren, dass selbst die Wiederbelebung nicht genug XP zurückgibt und es dann nicht möglich ist, die Zone zu betreten, um an die Ausrüstung zu kommen. Deshalb wurde in der Gildenhalle die Möglichkeit geschaffen, den Leichnam zu beschwören.

### Rassen
Folgende Rassen sind in der Welt von Norrath spielbar:
| Gute Rassen: - Hochelfen (engl. High Elf) - Zwerge (engl. Dwarf) - Halbelfen (engl. Half Elf) - Waldelfen (engl. Wood Elf) - Halblinge (engl. Halfling) | Neutrale Rassen: - Vah Shir (Katzenmenschen) - Menschen (engl. Human) - Gnome (engl. Gnome) - Barbaren (engl. Barbarian) - Eruditen (Hochmenschen, engl. Erudite) - Froglok (froschartige Wesen) - Drakkin (Mensch/Drachen Hybriden) | Böse Rassen: - Dunkelelfen (engl. Dark Elf) - Trolle (engl. Troll) - Oger (engl. Ogre) - Iksar (Echsenmenschen) |

Die Drakkin und Froglok sind auf dem Macintosh-Server Al Kabor nicht verfügbar.

### Klassen
Nicht jede Rasse kann jede Klasse wählen. So ist guten Rassen der Zugang zu böser Magie, wie sie Schattenritter oder Totenbeschwörer benutzen, verwehrt, umgekehrt kann ein Iksar kein Paladin werden. Andererseits ist die Verbreitung von Klerikern nicht an „gut oder böse“ gebunden, sondern an den „Entwicklungsstand“ der jeweiligen Rasse.
| - Barde (Bard) - Berserker (Berserk) - Bestienfürst (Beastlord) - Dieb (Rogue) - Druide (Druid) - Illusionist (Enchanter) | - Kleriker (Cleric) - Krieger (Warrior) - Magier (Magician) - Mönch (Monk) - Nekromant (Necromancer) - Paladin | - Schamane (Shaman) - Schattenritter (Shadowknight) - Waldläufer (Ranger) - Zauberer (Wizard) |

Die Klasse der Berserker ist auf dem Macintosh-Server „Al Kabor“ nicht verfügbar.

### Erlaubte Rassen-/Klassen-Kombinationen
|                | Gute Rassen | Gute Rassen | Gute Rassen | Gute Rassen | Gute Rassen | Neutrale Rassen | Neutrale Rassen | Neutrale Rassen | Neutrale Rassen | Neutrale Rassen | Neutrale Rassen | Neutrale Rassen | Böse Rassen | Böse Rassen | Böse Rassen | Böse Rassen |
| Klassen        | Zwerg       | Halbelf     | Halbling    | Hochelf     | Waldelf     | Barbar          | Drakkin         | Erudite         | Froglok         | Gnom            | Mensch          | Vah Shir        | Dunkelelf   | Iksar       | Oger        | Troll       |
| -------------- | ----------- | ----------- | ----------- | ----------- | ----------- | --------------- | --------------- | --------------- | --------------- | --------------- | --------------- | --------------- | ----------- | ----------- | ----------- | ----------- |
| Bestienfürst   | Nein        | Nein        | Nein        | Nein        | Ja          | Ja              | Nein            | Nein            | Nein            | Nein            | Nein            | Ja              | Nein        | Ja          | Ja          | Ja          |
| Barde          | Nein        | Ja          | Nein        | Nein        | Ja          | Nein            | Ja              | Nein            | Nein            | Nein            | Ja              | Ja              | Nein        | Nein        | Nein        | Nein        |
| Berserker      | Ja          | Nein        | Nein        | Nein        | Nein        | Ja              | Nein            | Nein            | Nein            | Nein            | Nein            | Ja              | Nein        | Nein        | Ja          | Ja          |
| Kleriker       | Ja          | Nein        | Ja          | Ja          | Nein        | Nein            | Ja              | Ja              | Ja              | Ja              | Ja              | Nein            | Ja          | Nein        | Nein        | Nein        |
| Druide         | Nein        | Ja          | Ja          | Nein        | Ja          | Nein            | Ja              | Nein            | Nein            | Nein            | Ja              | Nein            | Nein        | Nein        | Nein        | Nein        |
| Illusionist    | Nein        | Nein        | Nein        | Ja          | Nein        | Nein            | Ja              | Ja              | Nein            | Ja              | Ja              | Nein            | Ja          | Nein        | Nein        | Nein        |
| Magier         | Nein        | Nein        | Nein        | Ja          | Nein        | Nein            | Ja              | Ja              | Nein            | Ja              | Ja              | Nein            | Ja          | Nein        | Nein        | Nein        |
| Mönch          | Nein        | Nein        | Nein        | Nein        | Nein        | Nein            | Ja              | Nein            | Ja              | Nein            | Ja              | Nein            | Nein        | Ja          | Nein        | Nein        |
| Nekromant      | Nein        | Nein        | Nein        | Nein        | Nein        | Nein            | Ja              | Ja              | Ja              | Ja              | Ja              | Nein            | Ja          | Ja          | Nein        | Nein        |
| Paladin        | Ja          | Ja          | Ja          | Ja          | Nein        | Nein            | Ja              | Ja              | Ja              | Ja              | Ja              | Nein            | Nein        | Nein        | Nein        | Nein        |
| Waldläufer     | Nein        | Ja          | Ja          | Nein        | Ja          | Nein            | Ja              | Nein            | Nein            | Nein            | Ja              | Nein            | Nein        | Nein        | Nein        | Nein        |
| Dieb           | Ja          | Ja          | Ja          | Nein        | Ja          | Ja              | Ja              | Nein            | Ja              | Ja              | Ja              | Ja              | Ja          | Nein        | Nein        | Nein        |
| Schattenritter | Nein        | Nein        | Nein        | Nein        | Nein        | Nein            | Ja              | Ja              | Ja              | Ja              | Ja              | Nein            | Ja          | Ja          | Ja          | Ja          |
| Schamane       | Nein        | Nein        | Nein        | Nein        | Nein        | Ja              | Nein            | Nein            | Ja              | Nein            | Nein            | Ja              | Nein        | Ja          | Ja          | Ja          |
| Krieger        | Ja          | Ja          | Ja          | Nein        | Ja          | Ja              | Ja              | Nein            | Ja              | Ja              | Ja              | Ja              | Ja          | Ja          | Ja          | Ja          |
| Zauberer       | Nein        | Nein        | Nein        | Ja          | Nein        | Nein            | Ja              | Ja              | Ja              | Ja              | Ja              | Nein            | Ja          | Nein        | Nein        | Nein        |

### Handwerk
Bis auf 3 Ausnahmen kann jede Rasse und jede Klasse jedes Handwerk in EverQuest erlernen und zur Meisterschaft bringen. Die Ausnahmen sind die Gnome, die als einzige Rasse in EverQuest das Handwerk der Geräteherstellung (tinkering) erlernen können, Schamanen sind die einzigen, die Alchemie (alchemy) erlernen können und Diebe die einzigen, die Gift mischen (poison crafting) erlernen können. Die restlichen Handwerke stehen allen frei.
In EverQuest ist die maximal mögliche Stufe als Handwerker mit der Stufe als Abenteuer verknüpft, so dass ein niedrigstufiger Charakter nicht zum Meister in den Handwerkskünsten werden kann.
Es gibt Spieler, die ihr Ziel darin sehen, alle Handwerksfähigkeiten zu maximieren; diese sind nicht mehr auf die Hilfe anderer Spieler bei der Fertigung besonderer Gegenstände angewiesen. Rund um die Anfertigung von Gegenständen hat sich eine serverübergreifende Gemeinschaft gefunden (siehe Weblinks).

### Die Götter
In der Welt von Norrath spielen Götter eine sehr wichtige Rolle, da Kleriker ihre Zauberkraft durch ihre Gottheit erhalten. Deswegen ist die Mythologie Norraths auch stark ausgebaut. Unter anderem werden auch die Götter in zwei verschiedene Stufen eingeteilt – die Hauptgötter und Niederen. Der Unterschied zwischen Haupt- und Niederen Göttern ist derjenige, dass ein Charakter als Gottheit nur einen Hauptgott haben kann. Die Niederen Götter dienen zur Festigung der Geschichte und Mythologie Norraths. Fast jede Gottheit kann man in ihrer Zone besuchen und wenn man genügend Freunde mitbringt auch besiegen, wobei nach EverQuest-Lesart nur die Projektion des Gottes in der „realen“ Welt besiegt wird.

### Das Reisen
Zu Beginn des Spiels war das Reisen auf Norrath sehr mühsam. Sofern man kein Druide oder Zauberer war, der sich und andere mit Hilfe von Zaubersprüchen zu bestimmten Orten teleportieren kann, musste man sich zu Fuß fortbewegen. Das ist in Norrath auch heute noch eine recht langwierige Angelegenheit. Sollte man zu der Zeit noch den Wunsch gehabt haben, auf einen anderen Kontinent überzuwechseln, konnte es passieren, dass man eine Reise von mehreren Stunden vor sich hatte. Die Bootsgesellschaft besaß nämlich nur zwei Schiffe, die etwa zwei Stunden brauchten, um den Ocean of Tears zu überqueren und wieder zum Starthafen zurückzukehren. Aufgrund von Synchronisationsschwierigkeiten sind die Boote und Flöße inzwischen nicht mehr im Spiel implementiert. An ihrer Stelle wurden NPCs an die Anlegestege gestellt, die auf ein Kommando hin den Spieler zum korrespondierenden Anlegesteg teleportieren. Mit der Erweiterung „The Serpents Spine“ sind teilweise die Schiffe wieder implementiert worden.
Mit Shadows of Luclin wurde das Reisen dann etwas komfortabler, da auf Norrath fünf so genannte „Spires“ eingerichtet wurden, mit denen man auf den Mond teleportiert wird, um dann anschließend entweder dort sein Glück zu suchen, oder mit den Gegenstücken der Spires wieder auf einen der fünf Orte auf Norrath zurückzukehren. Man hatte allerdings trotzdem oft noch lange Fußmärsche bis zur gewünschten Zone vor sich, die nur mit Hilfe von Runspeed-Zaubern beschleunigt werden konnten, die allerdings auch nur von bestimmten Klassen gezaubert werden können, oder mit Pferden. Diese sind mit diesem Add-on auch ins Spiel aufgenommen worden, allerdings waren die wirklich schnellen Pferde für viele Spieler nicht erschwinglich.
Mit dem Add-on Planes of Power wurde das Reisen dann richtig komfortabel, da nun bei allen Heimatstädten und einigen anderen Zonen so genannte „Portsteine“ eingefügt wurden, mit deren Hilfe man direkt (mit nur einem Klick) in eine zentrale Stadt teleportiert wird, von der aus man alle Möglichkeiten hat, möglichst schnell an fast alle Orte des Spieles zu gelangen.
Das Netz der Reisestationen wurde mit der Erweiterung Lost Dungeons of Norrath (LDoN) nochmals dichter da in jedem sogenannten LDoN-Camp ein NPC steht, der auf einen Triggersatz den Spieler in fast jedes andere LDoN-Camp teleportieren kann. Seit einiger Zeit steht auch ein NPC in der Gildenlobby, der einen in alle 5 LDoN-Camps portet. Ein Port zurück in die Gildenlobby von den 5 Camps aus, ist nicht möglich.
Für Spieler die einer Gilde beigetreten sind gibt es mit der Erweiterung „Dragons of Norrath“ noch eine Weitere Möglichkeit zu Reisen. In der, mit dieser Erweiterung eingeführten, Gildenhalle befindet sich ein einstellbarer Teleporter mit Zielstellen in weiten Bereichen von EverQuest.

### Gruppe/Raid
Eine Gruppe in EverQuest besteht aus 2 bis 6 Spielern. Je nach Aufgabenstellung ist es notwendig auf die Zusammensetzung der Klassen in der Gruppe zu achten. Generell gilt, eine ausgewogene Verteilung ermöglicht ein breiteres Spektrum an Aufgaben und damit an Spielspaß.
Ein Raid ist der Zusammenschluss mehrerer Gruppen. In EverQuest gibt es derzeit mehrere Möglichkeiten. Je nach Anforderung kann ein Raid auf 6, 9 oder max. 12 Gruppen mit je 6 Mitgliedern limitiert sein. Bei den größten Raids sind so bis zu 72 Spieler zu koordinieren. Bei den neueren Erweiterungen sind Raids aber meist auf 54 Spieler limitiert.
Raids, auch Überfallgruppen genannt, werden gebildet um besonders mächtige Gegner zu besiegen. Da es sich bei einem Raid immer um umfangreiche Aktionen handelt, müssen diese von der Raidleitung gründlich vorbereitet werden. In einem Briefing werden an einzelne Gruppen, zum Teil an einzelne Spieler, die Aufgaben genau verteilt. Je neuer die Erweiterung ist, in der der Raid stattfindet, umso weniger Informationen gibt es über den/die Gegner, sodass erst eine Strategie entwickelt werden muss, um den Gegner irgendwann besiegen zu können.
Meistens werden Raids innerhalb einer „Gilde“ veranstaltet, es gibt jedoch auch „offene Raids“, bei der sich Spieler verschiedener Gilden, oder Spieler ohne Gilde, zusammenschließen, um ein Raid-Ziel zu erreichen.

## Erweiterungen
Seit dem Start von EverQuest sind mehrere Erweiterungen erschienen. Jede dieser Erweiterungen hat die Größe der Welt (die Anzahl der Zonen) deutlich vergrößert und dem Spiel oft neue Funktionen hinzugefügt. Zum Beispiel die im Spiel aufrufbare Karte, die mit Legacy of Ykesha hinzugefügt wurde oder die Portsteine, die mit Planes of Power eingeführt wurden.
Mit jeder Erweiterung wurde auch die für Spielercharaktere erreichbare Ausrüstung verbessert und neue Zaubersprüche eingeführt. Funktionen, Ausrüstungsgegenstände und oft auch Zaubersprüche, die mit einer bestimmten Erweiterung eingeführt wurden, sind üblicherweise nicht verfügbar solange man diese Erweiterung nicht gekauft hat, auch wenn man alle nachfolgenden Erweiterungen sein Eigen nennt.
Die Erweiterungen machen inzwischen den Großteil der erkundbaren Gebiete aus. Fast allen Erweiterungen ist gemein, dass sie eine oder mehrere Zonen haben, die nicht ohne Vorbereitung betreten werden können. Der Ausschluss aus diesen Zonen kann die zu niedrige Spielerstufe oder ein fehlender Schlüssel / ein fehlendes Charakterflag sein. Diese Ausschlussmöglichkeiten nutzt EverQuest, um die Spieler durch die verschiedenen Erweiterungen zu lenken. Wenn der Großteil eines Raids zum Beispiel nur die Ausrüstung aus „Shadows of Luclin“ hat, wird der Raid bei einem Ziel in „Gates of Discord“ wahrscheinlich nicht bestehen. Um den Anschluss etwas zu erleichtern, bietet jede Erweiterung in den offenen Zonen Ausrüstung, die die „Lücken“ schließen kann. So kann die relativ einfach zu erreichende Ausrüstung aus „Omens of War“ sicher die schwierig zu bekommende Ausrüstung aus der Endzone von „Shadows of Luclin“ ersetzen und ermöglicht es so Spielern, die später mit EverQuest angefangen haben, zu Spielern, die EverQuest seit längerem spielen, aufzuschließen.
Folgende Erweiterungen sind erschienen:
1. Ruins of Kunark (24. April 2000)
2. Scars of Velious (5. Dezember 2000)
3. Shadows of Luclin (4. Dezember 2001)
4. Planes of Power (2. Oktober 2002) (Letzte Erweiterung auf dem Server Al Kabor für Macintosh-Benutzer)
5. Legacy of Ykesha (23. Februar 2003)
6. Lost Dungeons of Norrath (9. September 2003)
7. Gates of Discord (10. Februar 2004)
8. Omens of War (14. September 2004)
9. Dragons of Norrath (15. Februar 2005)
10. Depths of Darkhollow (13. September 2005)
11. Prophecy of Ro (21. Februar 2006)
12. The Serpent’s Spine (19. September 2006)
13. The Buried Sea (13. Februar 2007)
14. Secrets of Faydwer (13. November 2007)
15. Seeds of Destruction (21. Oktober 2008)
16. Underfoot (15. Dezember 2009)
17. House of Thule (12. Oktober 2010)
18. Veil of Alaris (15. November 2011)
19. Rain of Fear (28. November 2012)
20. Call of the Forsaken (8. Oktober 2013)
21. The Darkened Sea (28. Oktober 2014)
22. The Broken Mirror (18. November 2015)
23. Empires of Kunark (16. November 2016)
24. Ring of Scale (12. Dezember 2017)
25. The Burning Lands (11. Dezember 2018)
26. Torment of Velious (11. Dezember 2019)
27. Claws of Veeshan (8. Dezember 2020)
28. Terror of Luclin (7. Dezember 2021)
29. Night of Shadows (6. Dezember 2022)
30. Laurions Song (5. Dezember 2023)
31. The Outer Brood (3. Dezember 2024)

Auch außerhalb der Erweiterungen wird regelmäßig an Inhalten und der Darstellung gearbeitet, diese Veränderungen werden über den Patcher verbreitet und sind kostenlos.

## Besonderheiten
Ubisoft erhielt die Lizenz drei lokalisierte Server zu errichten. Diese Server waren in Frankreich (Sebilis), in Deutschland (Kael Drakkal) und in England (Venril Sathir). Am 10. Juni 2005 wurden alle lokalisierten Ubisoft-Server geschlossen, nachdem die Anzahl der Spieler, die regelmäßig auf diesen Servern spielte, stark abgenommen hatte, und die komplette Spielerbasis auf den europäischen SOE-Server „Antonius Bayle“ transferiert. Damit existiert kein lokalisierter Server mehr, die NPCs „sprechen“ nur noch Englisch.
Vorangegangen waren Zusammenlegungen von US-Servern mit geringer Auslastung mit Servern mit hoher Auslastung, weil die Anzahl der Spieler durch die Neuerscheinungen von EverQuest 2 und World of Warcraft abgenommen hatte.
Im Januar 2004 erschien eine Online Adventures genannte Version von EverQuest als erstes MMORPG für die PlayStation 2. Der Nachfolger heißt Everquest Online Adventures: Frontiers, erschien jedoch nur für NTSC-Konsolen, also japanische oder US-amerikanische Versionen der PS2.
Der einzige klassische (classic) Server war der Macintosh-Server Al' Kabor (Erweiterungen nur bis Planes of Power).

## Auszeichnungen
- Game Critics Awards: Bestes Online-Multiplayer-Spiel 1998

## Romanumsetzungen
- EverQuest: Die Stunde des Schurken, Band 1 von Scott Ciencin, Panini Verlag, September 2005, ISBN 3-8332-1312-4
- EverQuest: Das Meer der Tränen, Band 2 von Stewart Wieck, Panini Verlag, Januar 2006, ISBN 3-8332-1313-2
- EverQuest: Wahrheit und Stahl, Band 3 von Thomas Reid, Panini Verlag, Dezember 2006, ISBN 3-8332-1386-8